# 呂餘慶
呂餘慶（927年—976年），本名胤，字餘慶，避宋太祖諱以字行，幽州安次縣人，後周、北宋政治人物。呂兗之孫，呂琦之子，呂端之兄。
宋太祖登基前重要幕僚，任匡國軍掌書記，胸懷大度，忠直無私。乾德三年（965年）平定後蜀後，朝廷以呂餘慶知成都府事。開寶六年（973年）趙普免相時，只有呂餘慶為其辯解。趙普離開開封府後，呂餘慶和薛居正同為宋朝首任參知政事。